# Kirche Echem

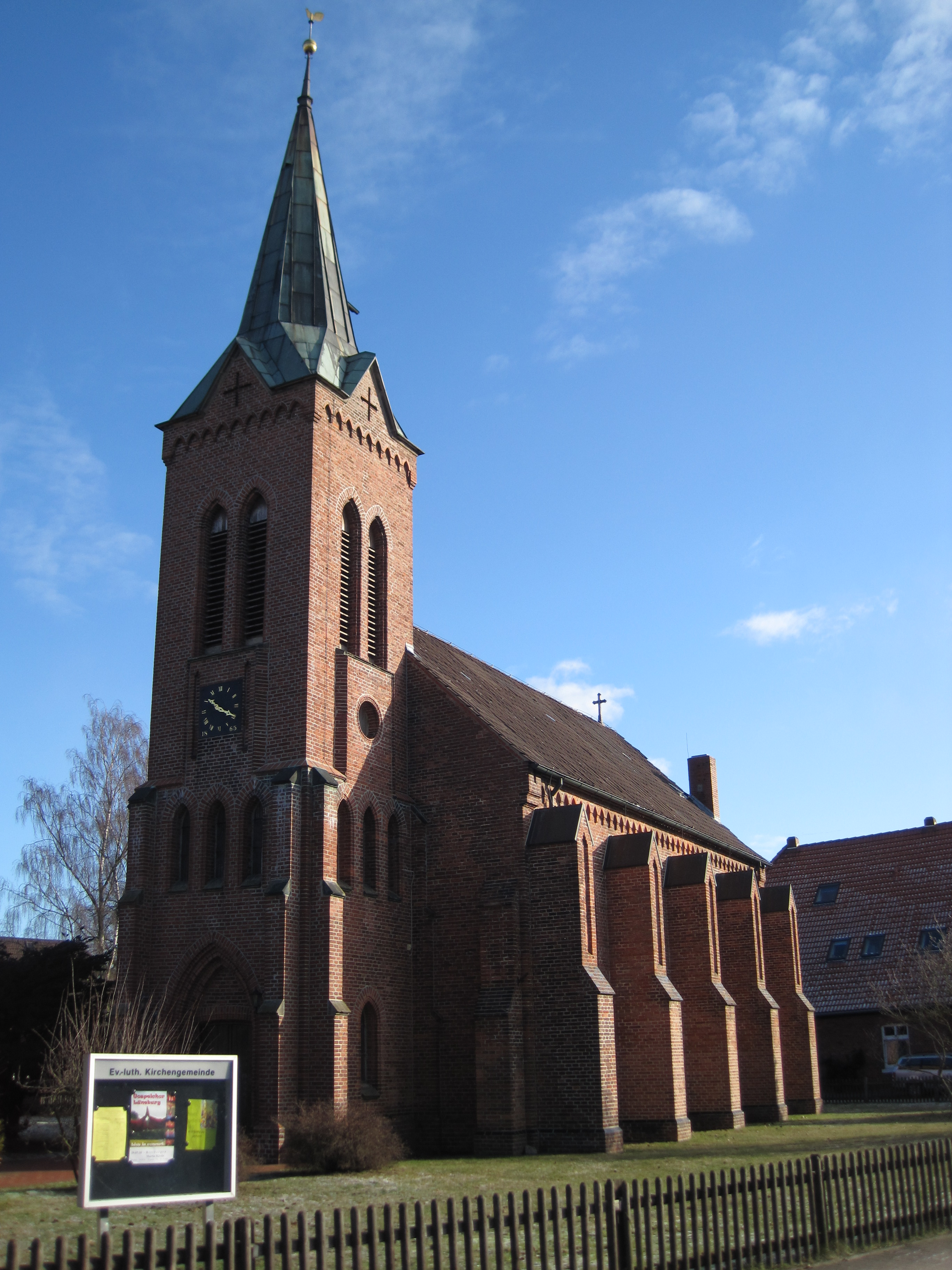
Kirche Echem

Die evangelische Kirche Echem ist ein denkmalgeschütztes Kirchengebäude in Echem, einer Gemeinde im Landkreis Lüneburg in Niedersachsen. Die Kirchengemeinde gehört zum Kirchenkreis Lüneburg im Sprengel Lüneburg der Evangelisch-lutherischen Landeskirche Hannovers.

## Beschreibung
Die neugotische Saalkirche aus Backsteinen wurde 1870 nach der Zerstörung des Vorgängerbaus nach einem Entwurf von Conrad Wilhelm Hase errichtet. An das mit Strebepfeilern gestützte Langhaus mit einem vierjochigen Innenraum schließt sich ein eingezogener Chor mit 5/8-Schluss an. Der Kirchturm im Westen, im unteren Bereich ebenfalls von Strebepfeilern gestützt, ist mit einer ins Achteck überführter, kupfergedeckter Spitze bedeckt, an der sich eine Schlagglocke befindet. Hinter den hohen spitzbogigen, als Biforien gestalteten Klangarkaden im obersten Geschoss verbirgt sich der Glockenstuhl, in dem eine Kirchenglocke hängt, die 1871 von Friedrich Dreyer gegossen wurde.
Zur Kirchenausstattung gehören ein Altar und eine Kanzel aus der Erbauungszeit. Die erste Orgel wurde 1876 durch Philipp Furtwängler & Söhne gebaut. 1956 wurde sie durch Emil Hammer instand gesetzt und in ihrer Disposition geändert. 1997 wurde sie durch Gebrüder Hillebrand restauriert. Sie hat jetzt 16 Register, verteilt auf zwei Manuale und Pedal.